# Одван
Одван Гомес Силва (порт. Odvan Gomes Silva; 26 марта 1974, Кампус-дус-Гойтаказис) — бразильский футболист, выступавший на позиции центрального защитника.

## Карьера
Одван обязан своему необычному для Бразилии имени дяде: тот предложил назвать его так, услышав песню O Divã. Он начал карьеру в клубе «Американо» из родного города Кампус-дус-Гойтаказис. В 1997 году он перешёл в «Васко да Гаму», где прошли лучшие годы карьеры футболиста. В первом же сезоне он стал чемпионом Бразилии. Во втором — выиграл чемпионат штата Рио-де-Жанейро, турнир Рио-Сан-Паулу и Кубок Либертадорес. А в третьем помог своей команды победить в Кубке Меркосур. Затем он перешёл в «Сантос», где выступал очень мало. Оттуда вернулся в Рио-де-Жанейро, в клуб «Ботафого». С этой команды, находящейся в глубоком финансовом кризисе, Одван «вылетел» в серию В. Доходило до того, что на клубной базе отсутствовала подача воды, а задержки заработной платы стали нормой. Затем защитник играл за «Коритибу» и «Флуминенсе», в которой чаще всего сидел на скамье запасных. В 2005 году Одван уехал в США, в клуб «Ди Си Юнайтед». Затем играл на родине, потом в Португалии и вновь в Бразилии. В 2006 году Одван добился последнего в карьере успеха, выиграв с трофей Рио «Мадурейрой». Завершил карьеру Одван в клубе «Гойтаказ» в 2013 году.

## Достижения
- Чемпион Бразилии: 1997, 2000
- Обладатель Кубка Гуанабара: 1998, 2000
- Обладатель Трофея Рио: 1998, 1999, 2001, 2006
- Чемпион штата Рио-де-Жанейро: 1998
- Обладатель Кубка Либертадорес: 1998
- Обладатель Кубка Америки: 1999
- Победитель турнира Рио-Сан-Паулу: 1999
- Обладатель Кубка Меркосур: 2000